# Melanophryniscus setiba
Melanophryniscus setiba es una especie de anfibio anuro de la familia Bufonidae.

## Distribución geográfica
Esta especie es endémica de Espírito Santo en Brasil. Se encuentra en Guarapari al nivel del mar en el Parque Estadual Paulo César Vinha.

## Descripción
Los machos miden de 14 a 16 mm y las hembras de 13 a 16 mm.

## Publicación original
- Peloso, Faivovich, Grant, Gasparini & Haddad, 2012: An extraordinary new species of Melanophryniscus (Anura, Bufonidae) from southeastern Brazil. American Museum Novitates, n.º 3762, p. 1-31[3]